# Bruno Zuppiger

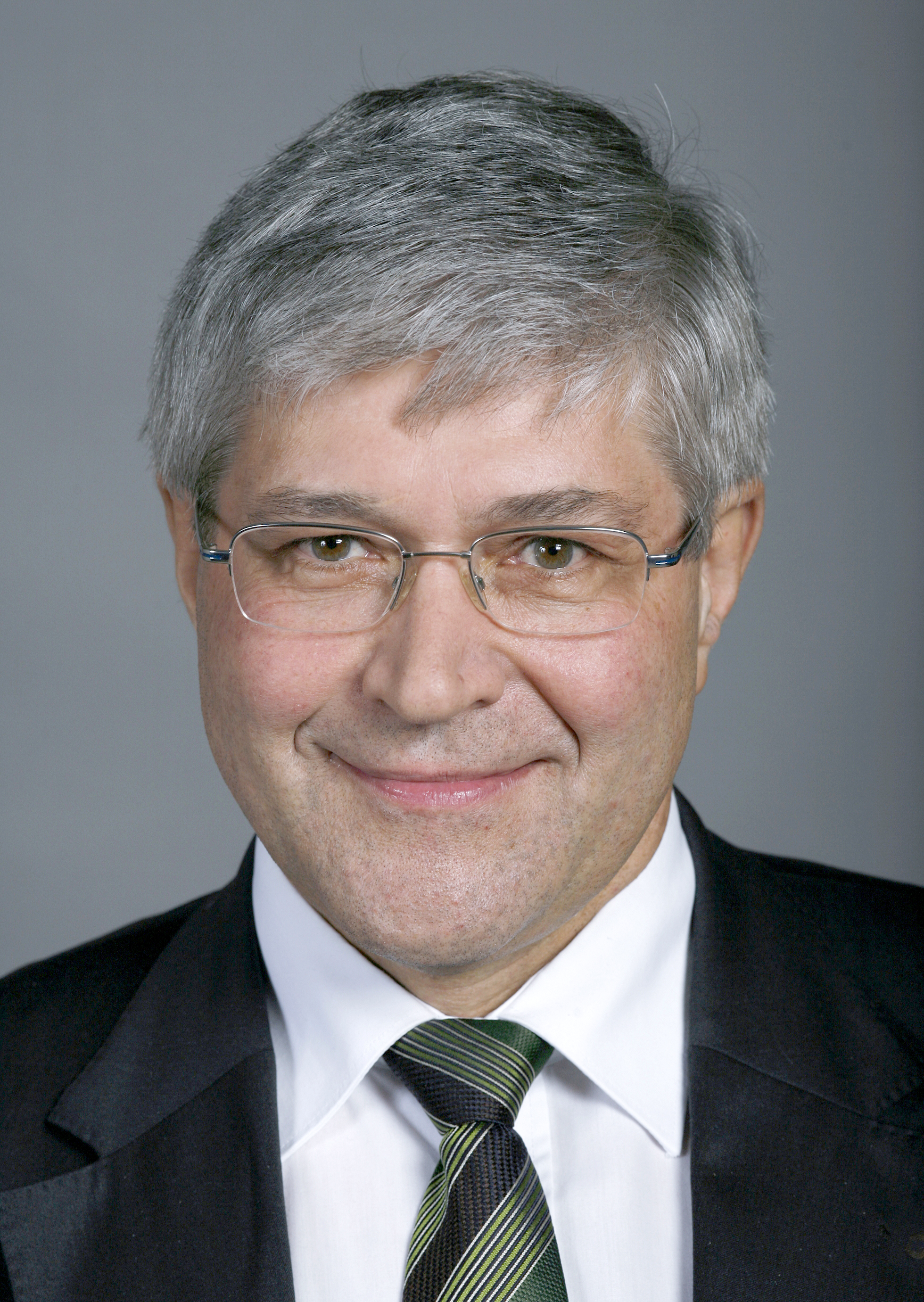
Bruno Zuppiger (2007)

Bruno Zuppiger (* 24. Februar 1952 in St. Gallen; † 19. Februar 2016 in Hinwil; heimatberechtigt in Hinwil und Rapperswil-Jona/ehemals Jona SG) war ein Schweizer Politiker (SVP). Von 1999 bis zu seinem Rücktritt am 10. September 2012 war er Mitglied des Nationalrates.

## Ausbildung und Beruf
Zuppiger studierte nach der Matura 1972 bis 1976 an der Hochschule in St. Gallen (HSG) sowie am Lehrerseminar Zürich. Er war von 1971 bis 1972 als Lehrer in Goldingen (SG) und von 1976 bis 1982 in Hinwil (ZH) tätig. Von 1982 bis 1995 war er Sekretär, später Direktor des Kantonalen Gewerbeverbandes Zürich.
Ab 1995 war er mit der Zuppiger & Partner AG als Präsident und Delegierter des Verwaltungsrats im Bereich der Wirtschafts- und Unternehmensberatung tätig. Von 2000 bis 2008 war er Geschäftsleiter des Küchen-Verbandes Schweiz (KVS). Von 2002 bis 2010 war er Präsident der Markenorganisation Swiss Label, 2004 wurde er Präsident der Handelskammer Schweiz–Baltikum. Von 2006 bis 2013 war er Geschäftsleiter der Albis Immobilien + Verwaltung GmbH in Zürich. Von 2010 bis 2011 war Zuppiger Präsident des Schweizerischen Gewerbeverbandes (sgv).
Seit 2011 war er Verwaltungsratspräsident der Swiss China Management Group AG, seit 2012 Präsident des Managementdienstleisters EN Management AG. Von 2012 bis 2013 präsidierte er die Beteiligungsgesellschaft Engelberg Industrial Group (EIG) AG, danach als deren Geschäftsführer. Von 2004 bis 2012 war er Mitglied des Verwaltungsrats bei der Planzer Holding AG in Dietikon und bei der PGMM Schweiz AG in Winterthur, zuletzt als Vizepräsident. Von 1976 bis 2012 war er Verwaltungsrat bei der Beck Keller AG in Regensdorf. Von 2005 bis 2013 war er Mitglied des Verwaltungsrats der Albis Invest AG in Zürich, und von 2007 bis 2013 war er Mitglied des Stiftungsrates der päpstlichen Schweizergarde (Pontificia Cohors Helvetica), von 2005 bis 2010 der Continua – Stiftung zur Erhaltung des Vorsorgeschutzes in Zürich.
Nachdem der Journalist Urs Paul Engeler Zuppiger in einem Artikel der Weltwoche im Dezember 2011 Unregelmässigkeiten bei der Verwaltung der Erbschaft einer früheren Mitarbeiterin vorgeworfen hatte, eröffnete die Staatsanwaltschaft des Kantons Zürich am 6. Januar 2012 ein Strafverfahren gegen Zuppiger. Am 1. Oktober 2012 erhob die Staatsanwaltschaft gegen ihn und einen seiner früheren Mitarbeiter Anklage mit dem Vorwurf, insgesamt rund 240'000 Franken veruntreut und unter anderem zur Bezahlung von Rechnungen der eigenen Unternehmung verwendet zu haben. Im Rahmen eines abgekürzten Verfahrens anerkannten die Angeschuldigten diesen Vorwurf und einigten sich mit der Staatsanwaltschaft auf bedingte Freiheitsstrafen von je 13 Monaten bei einer Probezeit von zwei Jahren und je 1500 Franken Busse. Am 16. Januar 2013 verurteilte das Bezirksgericht Zürich die Angeschuldigten zu diesen Sanktionen.

## Politik
Zuppiger begann seine politische Karriere als Kirchenrat, damals noch bei der CVP. 1976 trat er der SVP bei. Er war von 1982 bis 1990 Gemeinderat in Hinwil. 1988 bis 1994 war er Präsident der SVP Bezirk Hinwil, ab 1993 war er Vorstandsmitglied der SVP im Kanton Zürich.
Von 1991 bis 1999 vertrat Zuppiger die SVP im Zürcher Kantonsrat. Er war Mitglied und Präsident verschiedener Kommissionen wie beispielsweise der Finanzkommission (1995–1999). 1999 war er Präsident der Kommission Wirtschaft und Abgaben WAK.
Bei den Parlamentswahlen 1999 wurde er in den Nationalrat gewählt, wo er Mitglied der Finanzkommission (Präsident Subkommission EVD) und ab 2003 Mitglied der Finanzdelegation der Eidgenössischen Räte war, 2005 und 2009 deren Präsident. Von 2003 bis 2007 war er zudem Mitglied der Kommission für Wirtschaft und Abgaben, ab 2007 war er Mitglied der Sicherheitspolitischen Kommission (SiK) des Nationalrates (2008–2009 Präsident). Zuppiger war seit jeher auch immer ein Verfechter einer starken Schweizer Armee. Aufgrund des Armeeberichts vom Herbst 2010 beteiligte er sich an einer bürgerlichen Allianz, gemeinsam mit Bruno Frick (CVP/SZ), Oberst und Präsident der SiK Ständerat, und Pius Segmüller, dem ehemaligen Kommandanten der päpstlichen Garde.
Im Vorfeld der Bundesratswahlen 2011 wurde Zuppiger von der SVP-Fraktion zusammen mit Jean-François Rime als Kandidat nominiert. Nachdem die Weltwoche die oben erwähnten Vorwürfe in der Erbschaftsangelegenheit erhob, zog Zuppiger seine Kandidatur zurück. An seiner Stelle wurde der Präsident des Schweizerischen Bauernverbandes, Hansjörg Walter, als Bundesratskandidat der SVP nominiert. In der Folge trat Zuppiger als Präsident des Schweizerischen Gewerbeverbandes (sgv) zurück. Am 10. September 2012 gab Zuppiger zudem als Folge der Erbschaftsaffäre seinen sofortigen Rücktritt aus dem Nationalrat bekannt. Für ihn rückte Gregor Rutz nach.

## Privates
Zuppiger war in zweiter Ehe verheiratet und hatte fünf Kinder, davon drei aus erster Ehe, in der er verwitwete. Er wohnte in Hinwil im Kanton Zürich. Zuppiger war Oberst der Schweizer Armee und von 1997 bis 2001 Kommandant des Rettungsregimentes 91.
Er starb kurz vor seinem 64. Geburtstag an plötzlichem Herzversagen.